# ジョセフ・ベイル
ジョセフ・R・ベイル（Joseph R. Beyrle, 1923年8月25日 - 2004年12月12日）は、アメリカ合衆国の軍人。第二次世界大戦中、アメリカ陸軍の軍人でありながら赤軍に参加して東部戦線で戦うという非常に珍しい体験をしたことで知られる。彼はウラジーミル・クッツと共にアメリカとソビエト連邦という2つの大国の為に戦った唯一の兵士とされる。

## 軍歴
ベイルはミシガン州マスキーゴンに生まれ、1942年に高校を卒業した。彼は卒業と共にノートルダム大学への進学を条件にした奨学金を受けるが、進学せず陸軍入隊の道を選んだ。後にドイツ軍が作成した捕虜記録票によれば、入隊以前は肉屋として働いていたという。

### アメリカ陸軍
入隊後まもなくして、ベイルは空挺隊員に選ばれた。彼の「ジャンピング・ジョー」というニックネームはこの時期に付けられたものである。降下訓練の際、脚を折ったり捻挫したりすることを恐れた兵士たちがベイルに対し「5ドル支払うので、自分らの身代わりとして降下して欲しい」と頼んだ。これを受けたベイルは彼らの名を借りて何度も降下し、そこからやがて「ジャンピング・ジョー」と呼ばれ始めたのだという。
訓練終了後、ベイルは第101空挺師団第506空挺歩兵連隊に配属され、通信技術や爆破工作に関する専門訓練を受けた。当時、第506連隊はヨーロッパ西方に対する侵攻に参加するべくイギリス・ラムズベリーに駐屯していた。1944年4月および5月、ベイルは占領下フランスにてフレンチ・レジスタンスに対する資金提供などの2度の秘密任務を遂行した。
1944年6月6日、ノルマンディー上陸作戦が始まる（D-デイ）。第101師団は上陸作戦に先立ってノルマンディ地方各地に対する空挺作戦を展開していたが、ベイルの搭乗したC-47輸送機は沿岸陣地からの激しい対空砲火に晒され、搭乗していた空挺隊員らは120mという極めて低い高度での降下を余儀なくされた。サン＝コーム＝デュ＝モンに降下したベイル軍曹は他の隊員との合流に失敗したものの、ドイツ国防軍に逮捕されるまでの数日間に発電所の爆破などいくつかの破壊活動に成功している。

### 捕虜

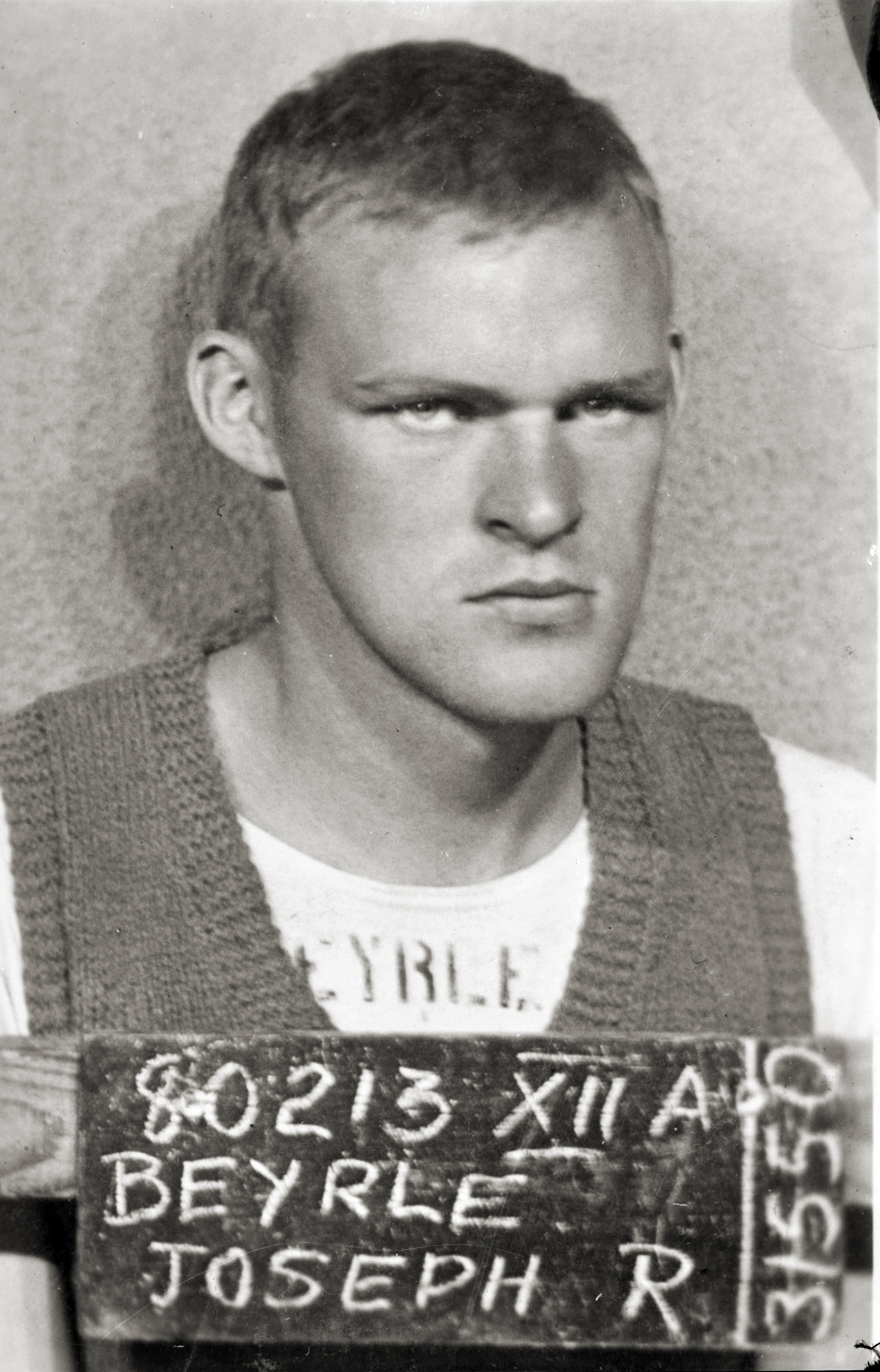
捕虜となったベイル（1944年）

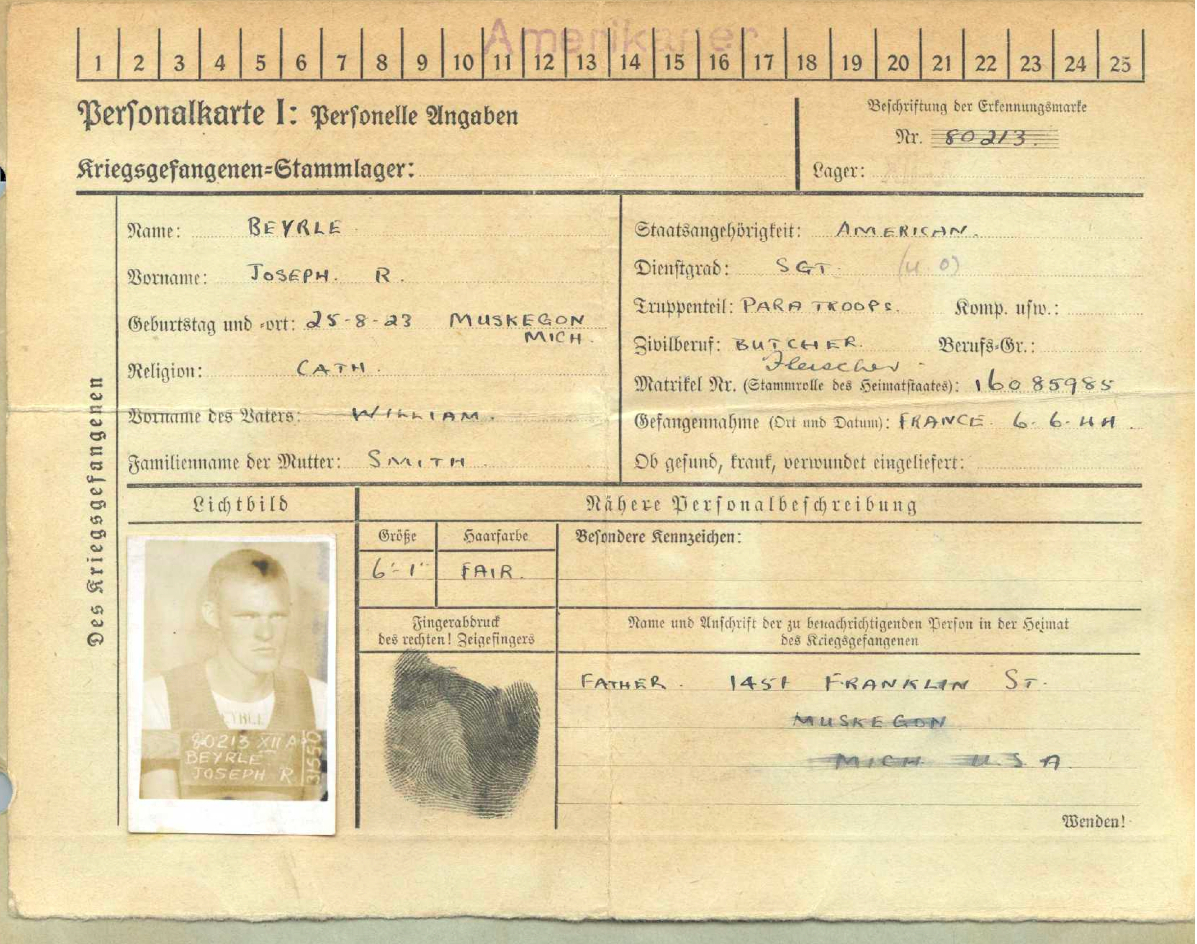
独軍が作成したベイルの捕虜記録票

それからの7ヶ月間、ベイルは7つの異なる収容所をたらい回しにされた。この間に2度の脱走を企てたが、いずれも失敗に終わっている。ベイルと彼の脱走計画に加わっていた捕虜らは、脱走した後に赤軍を発見し、保護を受ける事を期待していた。また、2度目の脱走計画は鉄道を利用してポーランドへ向かうというものだったが、彼らは手違いでベルリン行き特急に乗り込み、さらに民間人の通報を受けたゲシュタポによって逮捕されてしまった。ゲシュタポの捜査官らはベイルらを落下傘で潜入したアメリカのスパイだと考えて激しい拷問を行い、数名を銃殺に処していた。しかしまもなく国防軍の将校らが留置所を訪れ「ゲシュタポに戦時捕虜の監理権限はない」として抗議した為、ベイルらは再び国防軍の捕虜収容所に送られる事になる。
その後、ベイルはドレーヴィッツの第3C捕虜収容所（スタラグ III-C）に収容されたが、1945年1月上旬に脱走した。彼は赤軍を探して東へと移動し続け、1月半ばにベルリンへ向けて進軍中だった赤軍の戦車隊と遭遇した。ベイルはすぐにラッキーストライクの箱を取り出し両手を上げ、「アメリカ人、同志！」（ロシア語: Американский товарищ, Amerikansky tovarishch!）と叫んだ。彼はこの2単語しかロシア語を知らなかった。
戦車隊を率いていた女性将校は彼を保護して粥とヴォトカを与え、事情を聞いた後、「オデッサ経由で祖国に送り返す」と提案した。しかしベイルは「私は釈放されたのではない。脱走したのだ。君らがナチを倒すのを手助けする為だ。我々は盟友だろう？共に戦わねばなるまい」と応じた。女性将校はベイルの破壊工作員としての能力を評価すると共に、戦車隊が運用していた米製シャーマン中戦車の砲手として彼の同行を認めた。こうして彼のおよそ1ヶ月間のロシア軍人としての軍務が始まった。ベイルは戦車の前進を妨げる樹木を爆破する為に破壊工作員としての能力を活用したという。
ベイル自身はこの女性将校の名を覚えていなかったが、後にアレクサンドラ・サムセンコ少佐と特定された。ベイルは多少のポーランド語を理解するのみでロシア語は話せず、また戦車隊の兵士もロシア人よりシベリアや中央アジア出身者が多かった。言葉の壁もあり、当時は赤軍兵との親交を深めることができなかったという。赤軍兵らはベイルのことを「ジョー」（ロシア語: Джо）あるいは「ヨー」（ロシア語: Йо）と呼んだ。

### 赤軍
戦車隊は1月末までに第3C捕虜収容所を解放した。2月の最初の週、大隊はスツーカ急降下爆撃機の襲撃を受け、ベイルも負傷してランツベルク（現在のポーランド・ゴジュフ・ヴィエルコポルスキ）の軍病院に収容された。そこで彼は偶然にも病院を訪問していたゲオルギー・ジューコフ元帥と出会う。ロシア人ではない患者に興味を持ったジューコフは通訳を通じて彼がここにいる経緯を聞き出した後、彼が米軍に戻れるよう尽力する旨の約束を交わした。
赤軍の輜重車列に同行したベイルは1945年2月にモスクワのアメリカ大使館に到着した。そこで彼は陸軍省によって自らの戦死公報が発表されていた事を知らされたのである。認識票が回収されたことから1944年6月10日に戦死と認定され、両親は9月に戦死通知を受け取っていた。故郷マスキーゴンでは地元紙が彼の死を報じ、葬儀も既に終わっていた。10月23日には彼が捕虜収容所で生き延びていることが判明していたものの、モスクワの大使館職員らはベイルの話が到底信じられず、指紋の照合による本人確認が完了するまで、護衛の海兵隊員を配置した上でモスクワのホテル・メトロポールに彼を軟禁した。

## 戦後
1945年4月21日、ミシガンへの帰郷を果たす。その2週間後にはシカゴでドイツ降伏を祝うイベントに参加した。1946年にはジョアン・ホロウェル(JoAnne Hollowell)と結婚するが、結婚式を担当した神父は偶然にも彼の葬儀を担当した神父と同一人物であったという。陸軍除隊後はブランズウィック・コーポレーションに就職し、1981年に退職するまで28年間務めた。
1994年にホワイトハウスのローズガーデンで行われたD-デイ50周年式典では、ビル・クリントン米大統領とボリス・エリツィン露大統領の双方から彼の非常にユニークな軍歴に対して各種の勲章等が送られた。
ベイルと妻は少なくとも7回は訪露しており、最後の旅行となった2004年にはミハイル・カラシニコフから記念品としてメダルとライフルを受け取っている。彼は旅行の度、共に戦った戦友たちを探していたという。
彼は戦争映画を好まなかった。2001年、息子ジョンと共に第506連隊の兵士たちを主人公としたTVシリーズ『バンド・オブ・ブラザース』のプレミア上映に出席したものの、空挺降下のシーンで席を立ってしまった。ジョンが何故かと問うと、ベイルは「私は実際に全てを見たのだ。スクリーンの中で何を見ればいい？」と答えたという。一方、テレビの小さな画面を通してならば戦争映画をよく見ていたほか、第二次世界大戦に関する様々な本を読むことも好んでいた。
2004年12月12日、かつて彼が空挺隊員として訓練を受けたジョージア州トコアを訪問している最中、睡眠中の心不全によって81歳で死去した。2005年4月、遺体がアーリントン国立墓地に埋葬された。

## その後
彼の息子の1人、ジョン・ベイルは外交官となり、2008年から2012年にかけて在ロシアアメリカ合衆国大使を務めた。ジョセフ・ベイルは1970年頃まで息子に自らの数奇な従軍経験を語らなかったという。
2002年9月17日、トーマス・テイラーが著したベイルに関する本、『The Simple Sounds of Freedom』が出版された。2004年6月1日には『Behind Hitler's Lines』と改題された上で文庫版も出版された。
2005年8月、かつてベイルが降り立ったサン＝コーム＝デュ＝モンの教会に彼を称える銘板が設置された。
2010年、モスクワを始めとするロシアの3都市にてジョセフ・ベイルに関する展覧会が行われた。また、アメリカでも同様の展覧会が行われ、ニューオリンズの国立第二次世界大戦博物館で開催された後、2011年にはジョージア州トコアとオマハで、2012年6月には故郷マスキーゴンにて開催された。